# Coccolepis
Coccolepis es un género extinto de peces actinopterigios prehistóricos. Fue descrito por Agassiz en 1843.
Vivió en Australia, Bélgica, Kazajistán y Reino Unido.
Algunas especies originalmente referidas a Coccolepis fueron posteriormente reasignadas a otros géneros:
- Coccolepis groeberi Bordas, 1943 → Condorlepis groeberi (Bordas, 1943)[4]
- Coccolepis andrewsi Woodward, 1891 → Morrolepis andrewsi (Woodward, 1891)[5]
- Coccolepis aniscowitchi Gorizdor-Kulczycka, 1926 → Morrolepis aniscowitchi (Gorizdor-Kulczycka, 1926)[5]
- Coccolepis macroptera Traquair, 1911 → Barbalepis macroptera (Traquair, 1911)[2]